# Letov Š-4
Bei dem Flugzeug Letov Š-4 handelt es sich um einen einmotorigen einsitzigen Doppeldecker, der als Jagdflugzeug entwickelt wurde.

## Entwicklung
Der Erstflug der Maschine fand im Jahre 1922 statt. Die Konstruktion führte Alois Šmolík aus. Die Maschine war in Holz-Metall-Gemischtbauweise ausgeführt und hatte nur einen Pilotensitz. Die Maschinengewehre waren starr nach vorne gerichtet.
Die Maschine ähnelte stark der SPAD S.XIII, besaß jedoch nicht deren herausragende Eigenschaften. Charakteristisch für beide Modelle war die runde Motorverkleidung.
Von der Serienversion wurden insgesamt 20 Stück hergestellt und an die tschechoslowakische Armee geliefert. Von diesen 20 Stück entstanden einige direkt als Fortgeschrittenen-Schulflugzeug Letov Š-4a. Weil das Muster Letov Š-4 im Einsatz letztlich nicht befriedigte, wurden nach und nach alle Maschinen in Schulflugzeuge umgebaut.

## Militärische Nutzung
TschechoslowakeiTschechoslowakische Luftstreitkräfte

## Technische Daten
| Kenngröße             | Daten                                                                       |
| --------------------- | --------------------------------------------------------------------------- |
| Besatzung             | 1                                                                           |
| Länge                 | 6,43 m                                                                      |
| Spannweite            | 8,1 m                                                                       |
| Höhe                  | 2,62 m                                                                      |
| Flügelfläche          | 16,43 m²                                                                    |
| Flächenbelastung      | 60 kg/m²                                                                    |
| Leermasse             | 673 kg                                                                      |
| max. Startmasse       | 983 kg                                                                      |
| Marschgeschwindigkeit | 190 km/h                                                                    |
| Höchstgeschwindigkeit | 232 km/h                                                                    |
| Steigzeit             | 21,50 min auf 5000 m Höhe                                                   |
| Dienstgipfelhöhe      | 5500 m                                                                      |
| Reichweite            | 500 km                                                                      |
| Triebwerke            | 1 × 8-Zylinder-V-Motor Hispano-Suiza 8ba mit 162 kW (220 PS) bei 2300 min−1 |
| Bewaffnung            | 2 × synchronisierte 7,7-mm-Vickers-Maschinengewehre                         |